# Bruno Costa
Bruno Costa (Oliveira de Azeméis, 19 april 1997) is een Portugees voetballer, die doorgaans speelt als aanvallende middenvelder. Costa werd in de zomer van 2018 overgeheveld naar de eerste ploeg van FC Porto.

## Clubcarrière
Costa begon zijn voetballoopbaan bij CD Feirense alwaar hij medio 2009 werd overgenomen door FC Porto waar hij de verdere jeugdreeksen doorliep. Op 6 maart 2018 maakte hij zijn debuut in de eerste ploeg. Tijdens een duel in de Champions League kreeg hij van coach Sérgio Conceição het vertrouwen en speelde de volledige wedstrijd tegen Liverpool op Anfield. De wedstrijd eindigde op een scoreloos gelijkspel. In de zomer van 2018 maakte Costa de overstap naar de eerste ploeg. Op 13 april 2019 maakte Costa zijn debuut in de Primeira Liga. Acht minuten voor tijd mocht hij in de wedstrijd op het veld van Portimonense SC Yacine Brahimi komen vervangen. De wedstrijd werd met 0–3 gewonnen na doelpunten van Yacine Brahimi, Moussa Marega en Héctor Herrera.

## Clubstatistieken
| Seizoen | Club     | Competitie    | Competitie | Competitie | Beker | Beker | Internationaal | Internationaal | Totaal | Totaal |
| Seizoen | Club     | Competitie    | Wed.       | Dlp.       | Wed.  | Dlp.  | Wed.           | Dlp.           | Wed.   | Dlp.   |
| ------- | -------- | ------------- | ---------- | ---------- | ----- | ----- | -------------- | -------------- | ------ | ------ |
| 2017/18 | FC Porto | Primeira Liga | 0          | 0          | 0     | 0     | 1              | 0              | 1      | 0      |
| 2018/19 | FC Porto | Primeira Liga | 1          | 0          | 2     | 0     | 2              | 0              | 5      | 0      |
| Totaal  | Totaal   | Totaal        | 1          | 0          | 2     | 0     | 3              | 0              | 6      | 0      |

Bijgewerkt op 19 april 2019.

## Interlandcarrière
Costa doorliep verschillende nationale jeugdploegen.